# Nokia Nseries
Nokia Nseries je skupina mobilních telefonů Nokia skládající se z multimediálních počítačů. Toto jsou speciálně zaměřené mobilní přístroje podporující digitální multimediální služby jako třeba přehrávání hudby, nahrávání videa, fotografování, hraní her a internetové služby. Všechny přístroje Nseries podporují vysokorychlostní bezdrátové technologie např. 3G, HSDPA, nebo WLAN.

## Historie
27. května 2005 Nokia představila novou řadu multimediálních přístrojů na tiskové konferenci výrobců mobilních telefonů v Amsterdamu. Nokia na konferenci představila modely N70, N90 a N91. Na podzim téhož roku, 2. listopadu 2005, došlo k představení přístrojů N71, N80 a N92 a poté na jaře, 25. května 2006, Nokia představila modely N72, N73 a N93. O pět měsíců později, 26. září 2006, následovaly přístroje N75 a N95. V létě následujícího roku, 29. srpna 2007, došlo k představení modelů N95 8GB, N81, N81 8GB. Dne 14. listopadu 2007 pak následovalo představení přístroje N82.

## Vlastnosti
Produkty Nokia Nseries jsou určeny pro uživatele zaměřené na co nejvíce funkcí v jednom přístroji. Čím dál lepší fotoaparáty, které bývají často k vidění na přístrojích Nseries jsou ideální pro funkce jako jsou přehrávání videa a hudby a prohlížení fotek. Obrovské schopnosti těchto přístrojů jsou pro tyto přístroje charakteristické.

## Operační systém
První přístroj Nseries, N90 používal starší verzi Symbian OS 8.1, jako také N70. Následovně Nokia přešla na verzi Symbian OS 9 pro všechny pozdější přístroje NSeries (kromě N72, která byla založena na N70). Novější přístroje NSeries začleňují novější opravy Symbian OS 9, které obsahují Feature Packy.